# Exechonella antillea
Exechonella antillea är en mossdjursart som först beskrevs av Osburn 1927.  Exechonella antillea ingår i släktet Exechonella och familjen Exechonellidae. Utöver nominatformen finns också underarten E. a. spinosa.